# こじまいづみ
こじまいづみ（1976年4月6日 - ）は、日本の女性シンガーソングライター、ボーカリスト、ピアニスト、キーボーディスト、作詞家、実業家。花*花のメンバー。兵庫県高砂市出身。所属芸能事務所はオフィスハナタバ合同会社で、業務提携先はサンミュージック出版。所属レコード会社はユニバーサルミュージックで、レーベルはLighthouse Music。

## 概要
学生時代、教会のゴスペルで音楽に出会う。兵庫県高砂市にある音楽学校の甲陽音楽学院（現在の神戸・甲陽音楽&ダンス専門学校）にプロミュージシャン科ヴォーカル専攻として在籍。1995年にプロミュージシャン科ジャズピアノ専攻に在籍していたおのまきこと知り合いデュオ・花*花を結成する。1998年にA'zip Musicからシングル「〜こたつと毛ガニの巻〜」でインディーズデビュー、2000年にワーナーミュージック・ジャパンからシングル「あ〜よかった（setagaya-mix）」でメジャーデビューを果たす。
デュオではボーカルとコーラス、ピアノ、キーボードを主に、楽曲によりオルガン、リコーダー、ブルースハープ、マトリョミン、パーカッションも担当している。また、おの同様に作詞と作曲、編曲も自ら手掛ける。
所属事務所であるA'zip Musicの親会社がクレーンゲームのぬいぐるみを作っており、工場のある中国がSARSコロナウイルスの影響で経営不振に陥ったため音楽事業の打ち切りを決定。2003年にA'zip Musicが倒産により所属事務所を失い活動休止する。
活動休止後は各々ソロで活動し、2007年より新たに芸能事務所としてブラントンミュージックに、レコード会社としてインディーズのTen Point Labelに在籍し活動再開。同年にアルバム『PICTGRAGH』でソロデビューを果たしたほか、自身が主宰を務める『ヒキダシワークショップ』を立ち上げた。
メジャーデビュー20周年を迎えた2020年に心機一転、サンミュージック出版を業務提携に個人事務所・オフィスハナタバ合同会社を設立。レコード会社をユニバーサルミュージックに移籍しベストアルバム『2×20』で再メジャーデビューを果たした。

## 提供楽曲
- 城南海
  - 夜の風（作詞）

## 出演

### ラジオ
| タイトル                   | 放送局           | 放送日時      |
| -------------------------- | ---------------- | ------------- |
| あなたにハッピー・メロディ | ニッポン放送系列 | 2020年5月26日 |